# 蕭得里底
蕭得里底（？—1122年），字纠邻。辽国官员。契丹人。国舅少父房后裔。祖父萧孝先，父亲是使相萧撒钵。
蕭得里底身材矮小，外谨内倨。辽道宗大康年间，补祗候郎君，转任兴圣宫副使，兼同知中丞司事。大安年间，燕王妃生子，萧得里底因为是王妃的叔叔，历任为宁远军节度使、长宁宫使。寿隆二年（1096年），监军讨伐达里得、拨思母二部，改任同知南京留守事。乾统元年（1101年），担任北面林牙、同知北院枢密事，受诏与北院枢密使耶律阿思清查耶律乙辛馀党。耶律阿思纳贿，萧得里底不能制止，也从中附会。乾统四年（1104年），知北院枢密事。西夏皇帝李乾顺为北宋所攻，遣使请辽国帮助和解，天祚帝下诏命萧得里底与南院枢密使牛温舒出使宋朝面见宋徽宗。天庆三年（1113年），加守司徒，封兰陵郡王。萧得里底被女真击败，出为西南面招讨使。天庆八年（1118年），召为北院枢密使，萧得里底不把情报告知皇帝，人无斗志。保大二年（1122年），金兵至岭东。天祚帝召萧得里底议废黜晋王耶律敖卢斡，萧得里底唯唯诺诺，竟无一言。天祚帝率卫兵西逃，他被天祚帝驱逐。萧得里底被耶律高山奴拘拿送给金兵。萧得里底脱身逃亡，被耶律九斤送给耶律淳。当时耶律淳僭号称帝，萧得里底说：“吾不能事僭窃之君！”绝食数日而死。子萧麽撒，被金兵所杀。

## 延伸阅读
[在维基数据编辑]
 《遼史·卷100》，出自脱脱《遼史》